# Paul Castéla
Paul Castéla, né le 5 septembre 1893 à Nissan-lez-Enserune et mort à Nice le 2 mars 1966, est un journaliste et poète français du XXe siècle. Il a fondé les revues littéraires Septimanie et Mediterranea et participé à la fondation de Nice-Matin.

## Biographie
Paul François Louis Castéla, né le 5 septembre 1893 à Nissan-lez-Enserune, est le fils de Léopold Pierre Frédéric Castéla, cultivateur (né à Nissan vers 1865) et de Maria Joséphine Stéphanie Roussel (née à Baillargues vers 1865).
Dès son plus jeune âge, il est nourri de littérature grecque et latine, ainsi que des chansons de troubadours et des poésies du Félibrige. Cette éducation riche et variée forge en lui une passion pour les arts et la littérature.
Avant la Première Guerre mondiale, Paul Castéla est un sportif accompli, champion de France militaire de rugby. Engagé volontaire pour 3 ans dans l'armée en juillet 1913, il est incorporé au 80e régiment d'infanterie et nommé caporal en mai 1914. Mobilisé dès le début de la guerre, il est blessé à la hanche, aux mains et au pied gauche, par un éclat d'obus le 23 septembre 1914 à Noviant-aux-Prés. Lorsqu'il reçoit la médaille militaire en février 1917, la citation indique un « gradé brave, énergique. Blessé le 23 septembre 1914, au cours d'une mission périlleuse, n'a consenti à se laisser évacuer qu'après avoir rendu compte de l'exécution des ordres qu'il avait reçus ». Il est réformé en mai 1917 a cause d'une « gêne fonctionnelle du membre inférieur gauche (éclats d'obus) ».
Sa production poétique et l’estime qu’il rencontre l’aident à surmonter les épreuves de la guerre. En 1918, il déclame quelques-unes de ses compositions au Théâtre des Variétés à Paris.
En 1923, Paul Castéla décide de renouer avec les traditions culturelles de sa région tout en les adaptant au contexte de l’après-guerre. Il fonde avec Paul Duplessis de Pouzilhac la revue Septimanie, dont le premier numéro paraît le 15 novembre 1923. La revue se distingue par ses principes éditoriaux rigoureux : elle ne publie que des œuvres inédites, telles que des contes, des poésies, des chroniques artistiques et littéraires, accompagnées d’illustrations originales, principalement des bois gravés. Septimanie vise une clientèle de bibliophiles, principalement des professionnels libéraux, notamment du corps médical de Montpellier.
Il écrit des textes pour chaque numéro, notamment des poésies dont certaines sont dites par René Simon aux matinées poétiques de la Comédie française. A cette occasion André Lebey écrit sur lui : « Le public averti de la Comédie-Française ne ménagera pas ses applaudissements légitimes à celui qui chante avec tant de grâce le Moyen-Age dans des légendes choisies parce qu'il le connaît bien pour l'avoir longtemps étudié, et parce que le possédant en chartiste amoureux de son sujet, il le chante en poète fervent de son esprit ».
Le 21 juillet 1926, il épouse Suzanne Marcelle Marie Sénat (née en 1901) à Narbonne et décide de s’installer à Nice et d'y fonder une nouvelle revue,, sur le modèle de Septimanie. Mediterranea, dont le premier numéro parait en janvier 1927, se veut une revue ardente, éclectique et vivante, donnant une place d’honneur aux lettres et aux arts. La revue, publiée mensuellement jusqu'en 1940, accueille des signatures illustres et fait une large place à l’illustration.
Il décide de subir plusieurs opérations chirurgicales pour retrouver sa mobilité et semble y être parvenu, si on en croit les éloges de la presse qui parle de son agilité reconquise en 1931 : « Ce poète mutilé est devenu un sportif allègre. Il conduit son hippogriffe comme un cavalier, de Saumur sa monture. Dans les rallies automobiles, les grands raids ou les gymkhanas, il ne trouve plus d'adversaires à sa taille ».
Ils donnent naissance en 1933 à un fils, Paul, qui sera professeur de lettres et études occitanes à l'Université de Nice.
En parallèle, Paul Castéla s’oriente vers le journalisme, tout en continuant de produire des œuvres poétiques et théâtrales imprégnées de légendes et de grandeur épique. Il devient rédacteur concepteur et éditorialiste de L’Éclaireur du Dimanche à Nice (1932-1939), puis journaliste à Combat et à Nice-Matin (1944-1957), dont il fait partie de l’équipe fondatrice. Pendant la Seconde Guerre mondiale, il est emprisonné par la Gestapo pour faits de résistance.
Paul Castéla meurt à Nice le 2 mars 1966.

## Œuvres principales
- Le Prince Siddartha, opéra dont il écrit le livret, 1938[14]
- Les Sept péchés immortels, 1939[15]
- Un Fou sous les portiques, pièce de théâtre, 1948

### Textes écrits pourSeptimanie(numéro)
- 1923 : La nacelle engloutie (1[5]), Deux portraits dans un même cadre (2)
- 1924 : Le glas un jour de carnaval (4), Le rendez-vous (5), La vague du soir (6), Tercero Tercio (7), Duo pour clavecin et viole d'amour (8), Pointes sèches (9), La saga de Ragnar Lodbrok (10), Perdigon l'enchanteur (11), Bele Aélis (12), Gruissan le marin (13), Le Marquis au court nez (14)
- 1925 : Les Oiselets vivront (15), La Mélopée du méhariste (16)

### Textes écrits pourMediterranea
- 1927 : La chanson des croisés au siège de Minerve (p. 285-289, décembre[16]), Le manuscrit albigeois du siège de Minerve (p. 290-293, décembre)

## Distinctions
- Médaille militaire le 23 février 1917[3]
- Croix de guerre 1914–1918, palme de bronze le 28 février 1917[17]